# Extraction de connaissances
L'extraction de connaissances est le processus de création de connaissances à partir d'informations structurées (bases de données relationnelles, XML) ou non structurées (textes, documents, images). Le résultat doit être dans un format lisible par les ordinateurs.
Le groupe RDB2RDF W3C est en cours de standardisation d'un langage d'extraction de connaissances au format RDF à partir de bases de données.
En français on parle d'« extraction de connaissances à partir des données » (ECD).

## Description
L'extraction de connaissances se déroule en plusieurs étapes, avant le « data mining » (Exploration de données) proprement dit.
Le prétraitement consiste à construire des corpus de données spécifiques et met en forme les données suivant leur type (textes, images, sons, etc.). Suit une phase de nettoyage des données, et de traitement des données éventuellement manquantes.